# جورجيوس جورغاكيس
جورجيوس جورغاكيس (باليونانية: Γιώργος Γεωργάκης)‏ مواليد 18 مارس 1991 في ماروسي، أثينا، اليونان، هو لاعب كرة سلة يوناني. بدأ مسيرته الاحترافية في سنة 2010. يلعب في الدوري اليوناني لكرة السلة كلاعب وسط. يحمل الرقم 6. يبلغ طوله 6 قدم 8.75 بوصة (2.1 م).

## الإنجازات
- الدوري الأوروبي لكرة السلة : (2013)

## روابط خارجية
- جورجيوس جورغاكيس على موقع الاتحاد الدولي لكرة السلة (الإنجليزية)
- جورجيوس جورغاكيس على موقع الدوري الأوروبي لكرة السلة (الإنجليزية)
- جورجيوس جورغاكيس على موقع كرة السلة الأوروبية.كوم (الإنجليزية)
- جورجيوس جورغاكيس على موقع DraftExpress.com (الإنجليزية)
- جورجيوس جورغاكيس على موقع ريلجم (الإنجليزية)
- جورجيوس جورغاكيس على موقع بروبوليرز (الإنجليزية)
- جورجيوس جورغاكيس على موقع سبورتس رفرنس (الإنجليزية)